# Monte Cimone di Tonezza
Il Monte Cimone di Tonezza è una montagna delle Prealpi Venete alta 1 226 m (la cima si è notevolmente abbassata in seguito agli eventi della prima guerra mondiale che la sconvolsero completamente cambiandone fisionomia). Si trova in provincia di Vicenza, a nord di Arsiero, alla confluenza dell'Astico e del Posina.

## Prima guerra mondiale
(Erich Saffert - Diario di guerra)
(Fritz Weber - Tappe della disfatta )

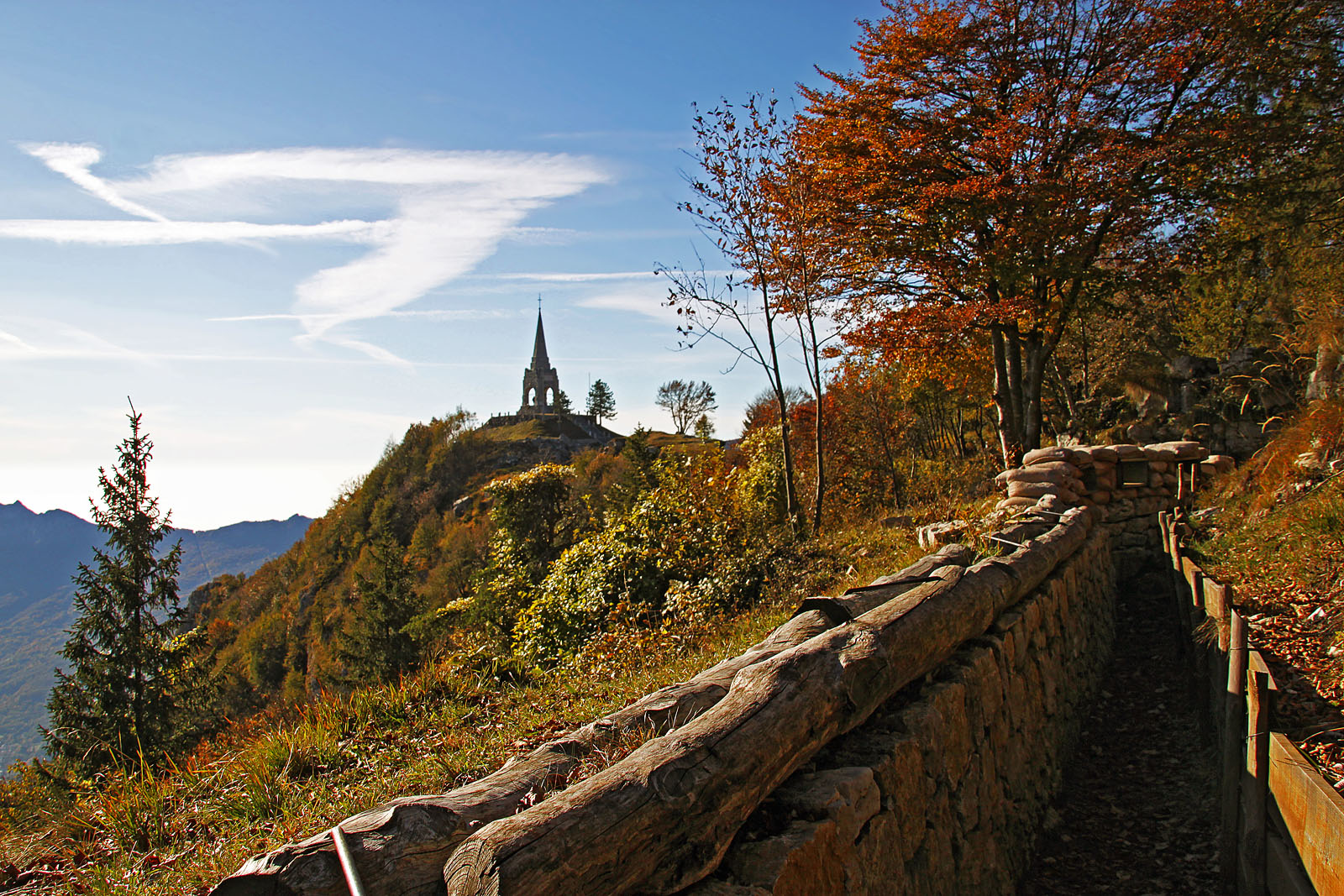
Monte Cimone di Tonezza

Il Cimone, di strategica importanza durante la Grande Guerra - la storiografia austriaca denomina infatti il Cimone la "Gibilterra" del fronte italiano - fu ampiamente conteso a partire dall'Offensiva di primavera del 1916. La montagna era conosciuta colloquialmente come "Monte Tomba" a causa delle pesanti perdite subite lì.
La vetta cadde in mano austroungarica il 25 maggio 1916, dieci giorni dopo l'inizio della Frühjahrsoffensive, e vi rimase fino al 23 di luglio. Gli imperiali, svanita la speranza di sfociare in pianura e dopo le difficoltà incontrate sul fronte russo, ridussero le forze, spostando la linea su posizioni dominanti gli altopiani e sulle propaggini di particolare valore tattico, tra le quali il Monte Cimone.

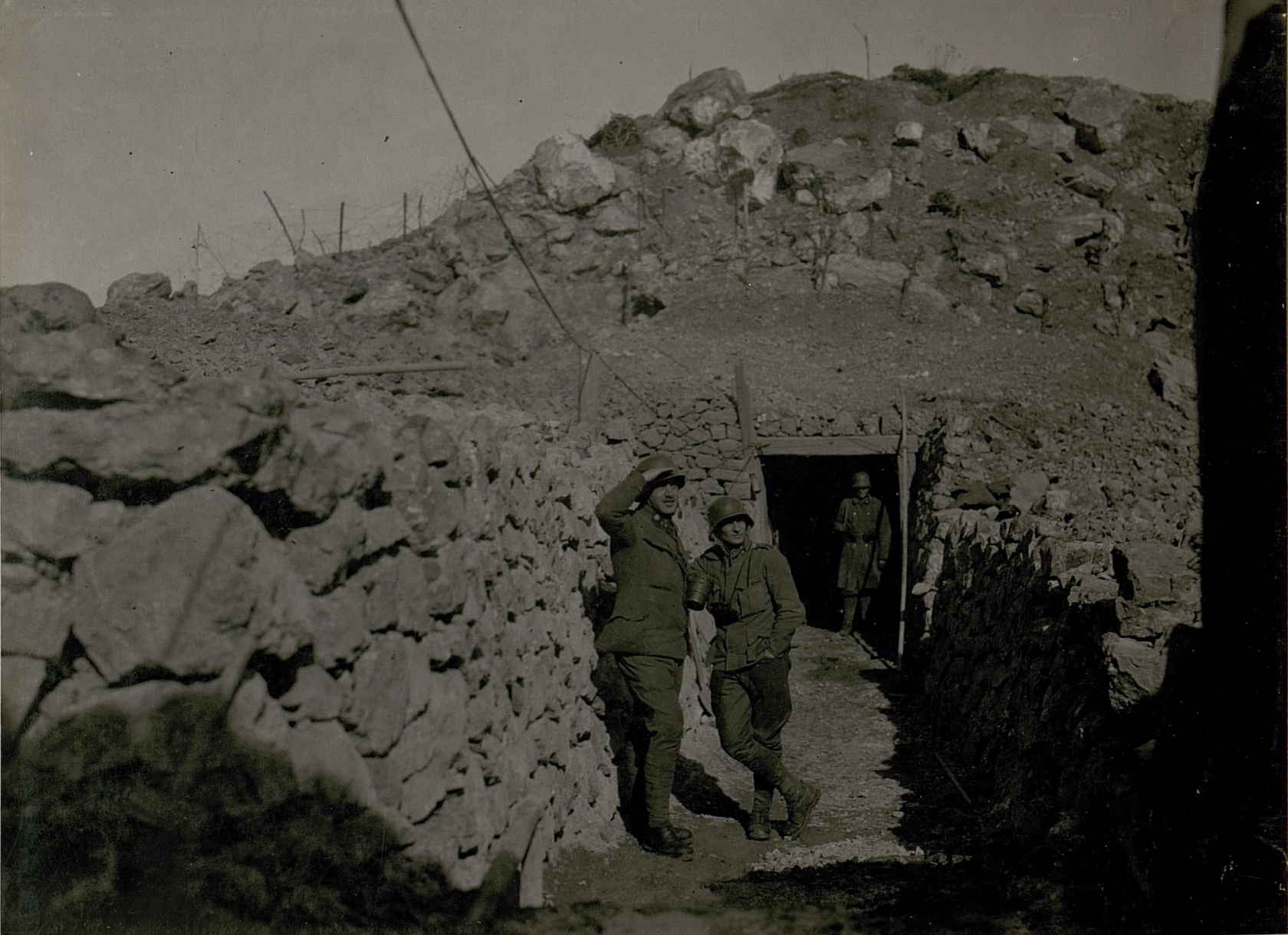
Il cratere di mina integrato poi nella linea austro-ungarica sul Cimone

I soldati sardi della Brigata Bisagno avevano tentato ripetutamente di occuparlo con l'uso di scale e corde, ma erano stati sempre respinti con massi e bombe a mano. Il 23 luglio 1916 vi riuscirono i battaglioni alpini Val Leogra e Clapier, il 154º e 153º Fanteria. Da parte austroungarica fu allora programmata in ogni modo, ma invano, la riconquista. Si decise quindi di adottare l'unica soluzione possibile: far saltare in aria la cima e spazzare via, così, il forte presidio italiano. Mentre i salisburghesi del 1º Battaglione del 59º Reggimento Rainer difendevano quota 1217, una compagnia del 14º Battaglione zappatori al comando del tenente Albin Mlakar in poco meno di due mesi scavò una galleria di trenta metri sino alla base della cima, vedendo però il lavoro quasi completamente vanificato per l'esplosione di una camera di contromina italiana. Appurato che il tunnel poteva essere risistemato, si completò il lavoro di scavo predisponendo una mina gigantesca con 142 quintali d'esplosivo.
La mina fu fatta brillare alle ore 5:45 del 23 settembre, due mesi esatti dopo la riconquista italiana, mentre si svolgeva il cambio di un battaglione della brigata italiana di fanteria Sele lì dislocata con altri reparti: due spaventosi boati riecheggiarono più volte tra le montagne vicine, seguiti da due torri di terra e di polvere che si alzarono in aria, mentre massi giganteschi precipitavano lungo le valli: tutto si svolse in pochi minuti, durante i quali, sconvolta la cima del monte e sepolti oltre mille soldati, le truppe austroungariche balzarono in avanti per occupare le posizioni italiane, dove lo scompiglio era stato tale da non permettere reazione alcuna. Quando la nebbia si diradò, ai superstiti apparve uno spettacolo apocalittico e straziante, reso più tragico dal crepitio improvviso delle mitragliatrici italiane annidate sul Monte Caviojo, insieme con il martellare delle artiglierie e il lamento dei superstiti sepolti. Molti soldati rimasero infatti sepolti vivi e per salvarli gli austroungarici proposero una tregua, che però i comandi italiani rifiutarono; solo 35 di essi poterono essere tratti in salvo dagli imperiali tra il 23 settembre e il 4 ottobre. I resti di 1 210 caduti (tutti ignoti) furono invece recuperati nel primo dopoguerra e ricomposti nell'omonimo ossario.
Da allora il Monte Cimone è diventata una montagna considerata Sacra e al nome della montagna il paese di Tonezza legò il proprio ribattezzandosi in "Tonezza del Cimone".

## Alpinismo
Il Monte Cimone è l'estremità meridionale di una lunga barriera rocciosa che fascia a sud l'altopiano di Tonezza. L'interesse arrampicatorio di questa lunga parete è concentrato non tanto sul Cimone vero e proprio, quanto sul rilievo intermedio: il Cimoncello (1 153 m), un possente spallone del crinale nord-est del Cimone.
La prima scalata della parete avvenne il 26 maggio 1935: due cordate, ignare l'una dell'altra, attaccarono lo spigolo sud del Cimoncello. La prima era composta dalla guida Umberto Conforto con i compagni L. Toffoli e M. Zacchi, l'altra da Pietro Pozzo e Franco Padovan. Conforto e compagni attaccarono per primi battendo i rivali di poco e tracciarono la via più famosa e ripetuta della Valdastico: lo "Spigolo sud" del Cimoncello (200 m, V e VI); Pozzo e Padovan scalarono invece l'altro contrafforte del Cimoncello: lo "Spigolo est" (200 m, V e VI) che invece non incontrò lo stesso successo.
Nel 1959 la parete venne visitata dalla guida Bortolo Fontana, che con O. Bernardi aprì una difficile "Direttissima" appena a destra della via Conforto (155 m, V e A1); nel 1965 Marco dal Bianco e B. Perazzolo tracciarono una difficilissima via al centro della concava parete compresa tra i due spigoli del Cimoncello, dedicandola a Dino Castellan (160 m, V+ e A2). Nel 1971 lo stesso Bortolo Fontana tornò sulla parete aprendo una via ancora più strapiombante delle precedenti, lungo i tetti a destra dello spigolo Pozzo-Padovan: la "via dei Trentini", con R. de Stefani, A. Castelli e L. Zanrosso (190 m, V+ e A1).
Dagli anni ottanta in poi, con l'avvento dell'arrampicata sportiva ogni angolo della parete del Cimoncello venne esplorato e salito sistematicamente alla ricerca di itinerari sempre più difficili e con meno ricorso all'artificiale.